# Mikloš Luttár

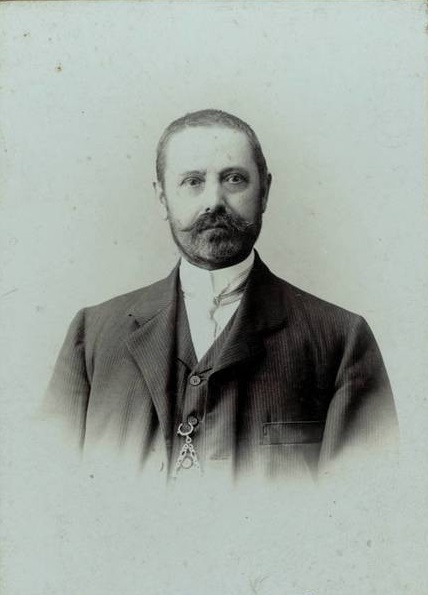
Luttar Miklos, 1907

Mikloš Luttár (* 15. Juni 1851 in Murska Sobota, heute Prekmurje, Königreich Österreich-Ungarn; † 8. November 1936 in Budapest) war ein slowenischer Pädagoge, Dichter und Schriftsteller. Er förderte die ungarische Sprache.
Als Sohn des gleichnamigen Eisenhändlers und Kleinadeligen Mikloš Luttár und seiner Frau Erzébet Sztergár ließ er sich zum Lehrer ausbilden. In den Jahren 1873 bis 1898 übte er diesen Beruf aus, zunächst an der Grundschule in der Siedlung Gančani, Gemeinde Beltinci, 1876 wechselte er an die von János Murkovics (1839–1917) neu gegründete, zweiteilige staatliche Volksschule. Nach seinem Ausscheiden aus dem Schuldienst 1895 wurde an der Schule fortan nur noch auf Ungarisch unterrichtet.  Auf Initiative der ungarischsprachigen Wochenzeitung Muraszombat és vidéke (Murska Sobota und Umgebung) übersetzte er den ungarischen Schulkatechismus des Erzbistums Eger ins Prekmurische. Seine Übersetzung unter dem Titel Máli katekizmus za katholicsánszke soule wurde nach ihrer Erstveröffentlichung in drei Auflagen in den Jahren 1891, 1892 und 1894 nachgedruckt. Luttar sah seine Aufgabe darin, mit der Übersetzung und durch die zweisprachige Veröffentlichung des Katechismus von Miklós Küzmics Miklós Küzmichs Krátka summa velikoga katekizmus (Kurze Summe des Großen Katechismus) eine schnellere Durchdringung der ungarischen Sprache zu erreichen. Sie wurde in der Druckerei von Mark Grünbaum in Murska Sobota gedruckt.
Nach seiner Pensionierung widmete er sich weiter der heimischen Sprache. 1914 stellte er an die Regierung einen Antrag, ein ungarisch-wendisches Wörterbuch herauszugeben. Er sandte ihr ein unfertiges Manuskript zur Beurteilung und der Bitte um baldige Stellungnahme. Die Regierung leitete dies an die Akademie, deren Urteil abschätzig ausfiel: „Nach einer eher oberflächlichen Betrachtung hatte ich den Eindruck, dass der Autor zwar viel gutes Material zusammengetragen hat, aber wahrscheinlich nicht genug von der Umgangssprache versteht. Es wäre sehr einfach für ihn, einen nützlichen Bericht zu verfassen, wenn er das bekäme, worum er bittet, nämlich den Kontakt zu den Menschen und einen Vergleich mit ihnen.“
Auch Luttárs Bemühungen zu den Übersetzungen zur Kirchenlehre waren wenig erfolgreich. Die St.-Stephans-Gesellschaft in Budapest lehnte Luthers Katechismus ab, weil die Verwendung von religiösen Lehrbüchern, die nicht von der Gesellschaft herausgegeben wurden, nicht erlaubt war. Der slowenische Schulleiter in Slovenj Krajina und Dekan Vendel Ratkovič (1834–1907) fand seinen Katechismus voller grammatikalischer Fehler. Er hatte viele Sätze aus dem ungarischen Original weggelassen und damit auch gegen die Lehre der katholischen Kirche verstoßen. Ratkovič versuchte zwar, den Prekmurje-Text zu korrigieren, aber auch er glaubte nicht, dass dies zu einer fehlerfreien Übersetzung führen würde. Die Priester der slowenischen Landbevölkerung und das gemeine Volk zogen es vor, den Katechismus von Küzmics zu verwenden.